# Hersha Parady
Hersha Parady (ur. 25 maja 1945 w Berea, w stanie Ohio, zm. 23 sierpnia 2023 w Norfolk) – amerykańska aktorka telewizyjna i filmowa.

## Wybrana filmografia
- 1997–1998: Kenan i Kel (serial, 1996-2000) jako dyrektor Dimly
- 1996: Menażeria (serial, 1996-1998) jako doktor Johnson
- 1996: Unsolved Mysteries (serial, 1987-2010) jako Francis Malone
- 1996: Romans z opiekunką (film tv) jako pani Bartrand
- 1995: Punkt zwrotny (film) jako pani Lufkowitz
- 1976–1980: Domek na prerii (serial, 1974-1983) jako Eliza Ingalls / Alice Garvey
- 1975: The Waltons (serial, 1971-1981) jako Victoria Madden